# Campeonato Transición de Primera B 2020 (Argentina)
El Campeonato Transición Primera B 2020, oficialmente Campeonato Transición de Primera División B 2020 y también llamado Campeonato de Primera B Transición 2020, fue la octogésima novena edición de la Primera B, tercera categoría del fútbol argentino en el orden de los clubes directamente afiliados a la AFA. fue organizado de manera contingente, tras la cancelación del Campeonato de Primera B 2019-20 a causa de la pandemia de covid-19. Participaron los 18 equipos que intervinieron en el torneo abortado.
Consagró campeón al Club Almirante Brown, que obtuvo el primer ascenso a la Primera Nacional. El segundo ascenso fue para el Club Social y Deportivo Tristán Suárez, ganador de la respectiva final. Por su parte, el Club Atlético San Telmo ganó el tercer ascenso frente al clasificado del Torneo Transición Federal A 2020.

## Equipos participantes
| Equipo               | Localidad            | Estadio                      | Capacidad |
| -------------------- | -------------------- | ---------------------------- | --------- |
| Acassuso             | Boulogne             | La Quema                     | 800       |
| Almirante Brown      | San Justo            | Fragata Presidente Sarmiento | 25 000    |
| Argentino de Quilmes | Quilmes              | Argentino de Quilmes         | 7000      |
| Colegiales           | Munro                | Libertarios Unidos           | 6000      |
| Comunicaciones       | Buenos Aires         | Alfredo Ramos                | 3500      |
| Defensores Unidos    | Zárate               | Mario Losinno                | 8000      |
| Deportivo Armenio    | Ingeniero Maschwitz  | Armenia                      | 10 500    |
| Fénix                | La Reja              | No posee                     | -         |
| Flandria             | Jáuregui             | Carlos V                     | 5000      |
| J. J. de Urquiza     | Loma Hermosa         | Ramón Roque Martín           | 2500      |
| Los Andes            | Lomas de Zamora      | Eduardo Gallardón            | 35 000    |
| Sacachispas          | Buenos Aires         | Beto Larrosa                 | 4000      |
| San Miguel           | Los Polvorines       | Malvinas Argentinas          | 9000      |
| San Telmo            | Dock Sud             | Dr. Osvaldo Baletto          | 5500      |
| Talleres             | Remedios de Escalada | Talleres                     | 15 000    |
| Tristán Suárez       | Tristán Suárez       | 20 de Octubre                | 15 000    |
| UAI Urquiza          | Villa Lynch          | Monumental de Villa Lynch    | 1000      |
| Villa San Carlos     | Berisso              | Genacio Sálice               | 4000      |

| 1. 2. |

### Distribución geográfica de los equipos
| Región                                   | Cant. | Equipos |
| ---------------------------------------- | ----- | --- |
| Conurbano bonaerense                     | 13    | Acassuso, Almirante Brown, Argentino de Quilmes, Colegiales, Deportivo Armenio, Fénix, Justo José de Urquiza, Los Andes, San Miguel, San Telmo, Talleres (RdE), Tristán Suárez y UAI Urquiza |
| Ciudad de Buenos Aires                   | 2     | Comunicaciones y Sacachispas |
| Interior de la provincia de Buenos Aires | 2     | Defensores Unidos y Flandria |
| Gran La Plata                            | 1     | Villa San Carlos |

## Formato

### Fase primer ascenso a la Primera Nacional

#### Etapa clasificatoria
La disputaron los cinco mejores equipos de la tabla general de posiciones del campeonato 2019-20) y el Almirante Brown (ganador del Torneo Apertura de ese certamen) en una rueda por el sistema de todos contra todos.

#### Etapa final
Al ser Almirante Brown el ganador de la Etapa clasificación, fue declarado campeón y ascendió directamente, por haber sido el ganador del Torneo Apertura de la temporada 2019-20.
Los cinco equipos restantes pasaron a competir por el segundo ascenso, el ubicado en el segundo puesto en las Semifinales de la etapa eliminatoria y los otros cuatro en la Primera ronda.

### Fase segundo ascenso a la Primera Nacional

#### Etapa clasificatoria
La disputaron los doce restantes que no participaron de la Fase primer ascenso, divididos por sorteo en dos grupos de seis equipos cada una, que se jugaron por el sistema de todos contra todos, a una rueda. El primero de cada zona clasificó a la Primera ronda de la etapa eliminatoria.

#### Primera ronda de la etapa eliminatoria
A partir de esta fase se produjeron cruces por eliminación directa, a un solo partido en cancha neutral. En caso de empate, se ejecutaron tiros desde el punto penal.
La disputaron seis equipos, los cuatro provenientes de la Fase primer ascenso y los dos clasificados en esta fase.

#### Semifinales de la etapa eliminatoria
Las disputaron cuatro equipos, los tres vencedores en la Primera ronda y el segundo de la Etapa clasificación de la Fase primer ascenso.

#### Final de la etapa eliminatoria
La disputaron los dos semifinalistas ganadores. El vencedor obtuvo el segundo ascenso a la Primera Nacional y el perdedor jugará por el tercer ascenso.

### Fase tercer ascenso a la Primera Nacional

#### Partido final
Se jugó en cancha neutral y, al haber finalizado en empate, se ejecutaron tiros desde el punto penal.
Lo disputó el perdedor de la final por el segundo ascenso con el equivalente del Torneo Federal A 2020. El vencedor obtuvo el tercer ascenso a la Primera Nacional.

## Fase primer ascenso

### Etapa clasificatoria

#### Tabla de posiciones
| Pos. | Equipo           | Pts. | PJ | PG | PE | PP | GF | GC | Dif. |
| ---- | ---------------- | ---- | -- | -- | -- | -- | -- | -- | ---- |
| 1.º  | Almirante Brown  | 10   | 5  | 3  | 1  | 1  | 7  | 5  | 2    |
| 2.º  | J. J. de Urquiza | 9    | 5  | 3  | 0  | 2  | 7  | 6  | 1    |
| 3.º  | Tristán Suárez   | 8    | 5  | 2  | 2  | 1  | 4  | 2  | 2    |
| 4.º  | Villa San Carlos | 7    | 5  | 2  | 1  | 2  | 7  | 5  | 2    |
| 5.º  | Comunicaciones   | 4    | 5  | 1  | 1  | 3  | 3  | 8  | −5   |
| 6.º  | Acassuso         | 3    | 5  | 0  | 3  | 2  | 1  | 3  | −2   |

|  | Campeón. Ascendió a la Primera Nacional.                                    |
|  | Pasó a las Semifinales de la Etapa eliminatoria por el segundo ascenso.     |
|  | Pasaron a la Primera ronda de la Etapa eliminatoria por el segundo ascenso. |

###### Evolución de las posiciones
| Equipo / Fecha   | 1   | 2   | 3   | 4   | 5   |
| ---------------- | --- | --- | --- | --- | --- |
| Acassuso         | 2.º | 4.º | 4.º | 6.º | 6.º |
| Almirante Brown  | 2.º | 1.º | 1.º | 1.º | 1.º |
| Comunicaciones   | 6.º | 6.º | 6.º | 5.º | 5.º |
| J. J. de Urquiza | 1.º | 3.º | 5.º | 2.º | 2.º |
| Tristán Suárez   | 2.º | 2.º | 2.º | 3.º | 3.º |
| Villa San Carlos | 2.º | 5.º | 3.º | 4.º | 4.º |

|  |

##### Resultados
| Fecha 1         | Fecha 1   | Fecha 1          | Fecha 1           | Fecha 1        | Fecha 1 |
| Local           | Resultado | Visitante        | Estadio           | Fecha          | Hora    |
| --------------- | --------- | ---------------- | ----------------- | -------------- | ------- |
| Almirante Brown | 0 - 0     | Tristán Suárez   | Fragata Sarmiento | 4 de diciembre | 21:10   |
| Comunicaciones  | 1 - 3     | J. J. de Urquiza | Alfredo Ramos     | 5 de diciembre | 17:10   |
| Acassuso        | 0 - 0     | Villa San Carlos | Armenia           | 6 de diciembre | 17:10   |

| Fecha 2          | Fecha 2   | Fecha 2          | Fecha 2            | Fecha 2         | Fecha 2 |
| Local            | Resultado | Visitante        | Estadio            | Fecha           | Hora    |
| ---------------- | --------- | ---------------- | ------------------ | --------------- | ------- |
| Tristán Suárez   | 2 - 1     | Villa San Carlos | 20 de Octubre      | 12 de diciembre | 17:10   |
| Comunicaciones   | 0 - 0     | Acassuso         | Alfredo Ramos      | 13 de diciembre | 17:10   |
| J. J. de Urquiza | 1 - 3     | Almirante Brown  | Ramón Roque Martín | 14 de diciembre | 17:10   |

| Fecha 3          | Fecha 3   | Fecha 3          | Fecha 3           | Fecha 3         | Fecha 3 |
| Local            | Resultado | Visitante        | Estadio           | Fecha           | Hora    |
| ---------------- | --------- | ---------------- | ----------------- | --------------- | ------- |
| Acassuso         | 0 - 0     | Tristán Suárez   | Armenia           | 19 de diciembre | 17:10   |
| Villa San Carlos | 2 - 1     | J. J. de Urquiza | Genacio Sálice    | 19 de diciembre | 17:10   |
| Almirante Brown  | 2 - 0     | Comunicaciones   | Fragata Sarmiento | 19 de diciembre | 17:10   |

| Fecha 4          | Fecha 4   | Fecha 4          | Fecha 4            | Fecha 4         | Fecha 4 |
| Local            | Resultado | Visitante        | Estadio            | Fecha           | Hora    |
| ---------------- | --------- | ---------------- | ------------------ | --------------- | ------- |
| Almirante Brown  | 2 - 1     | Acassuso         | Fragata Sarmiento  | 27 de diciembre | 17:10   |
| Comunicaciones   | 2 - 1     | Villa San Carlos | Alfredo Ramos      | 27 de diciembre | 17:10   |
| J. J. de Urquiza | 1 - 0     | Tristán Suárez   | Ramón Roque Martín | 27 de diciembre | 17:10   |

| Fecha 5          | Fecha 5   | Fecha 5          | Fecha 5        | Fecha 5    | Fecha 5 |
| Local            | Resultado | Visitante        | Estadio        | Fecha      | Hora    |
| ---------------- | --------- | ---------------- | -------------- | ---------- | ------- |
| Acassuso         | 0 - 1     | J. J. de Urquiza | Armenia        | 3 de enero | 17:10   |
| Tristán Suárez   | 2 - 0     | Comunicaciones   | 20 de Octubre  | 3 de enero | 17:10   |
| Villa San Carlos | 3 - 0     | Almirante Brown  | Genacio Sálice | 3 de enero | 17:10   |

## Fase segundo ascenso

### Etapa clasificatoria

#### Grupo A

##### Tabla de posiciones
| Pos. | Equipo            | Pts. | PJ | PG | PE | PP | GF | GC | Dif. |
| ---- | ----------------- | ---- | -- | -- | -- | -- | -- | -- | ---- |
| 1.º  | San Telmo         | 10   | 5  | 3  | 1  | 1  | 9  | 6  | 3    |
| 2.º  | Talleres (RdE)    | 8    | 5  | 2  | 2  | 1  | 7  | 6  | 1    |
| 3.º  | San Miguel        | 7    | 5  | 1  | 4  | 0  | 5  | 4  | 1    |
| 4.º  | Deportivo Armenio | 6    | 5  | 1  | 3  | 1  | 7  | 6  | 1    |
| 5.º  | Fénix             | 4    | 5  | 1  | 1  | 3  | 6  | 7  | −1   |
| 6.º  | Defensores Unidos | 3    | 5  | 0  | 3  | 2  | 6  | 11 | −5   |

|  | Clasificado a la Primera ronda de la Etapa eliminatoria. |

###### Evolución de las posiciones
| Equipo / Fecha    | 1   | 2   | 3   | 4   | 5   |
| ----------------- | --- | --- | --- | --- | --- |
| Defensores Unidos | 5.º | 6.º | 6.º | 6.º | 6.º |
| Deportivo Armenio | 1.º | 1.º | 1.º | 4.º | 4.º |
| Fénix             | 1.º | 2.º | 4.º | 5.º | 5.º |
| San Miguel        | 3.º | 4.º | 5.º | 3.º | 3.º |
| San Telmo         | 5.º | 3.º | 3.º | 2.º | 1.º |
| Talleres (RdE)    | 3.º | 4.º | 2.º | 1.º | 2.º |

|  |

##### Resultados
| Fecha 1    | Fecha 1   | Fecha 1           | Fecha 1             | Fecha 1        | Fecha 1 |
| Local      | Resultado | Visitante         | Estadio             | Fecha          | Hora    |
| ---------- | --------- | ----------------- | ------------------- | -------------- | ------- |
| San Telmo  | 0 - 2     | Deportivo Armenio | Dr. Osvaldo Baletto | 4 de diciembre | 17:10   |
| San Miguel | 0 - 0     | Talleres (RdE)    | Malvinas Argentinas | 5 de diciembre | 17:10   |
| Fénix      | 2 - 0     | Defensores Unidos | José Manuel Moreno  | 6 de diciembre | 17:10   |

| Fecha 2           | Fecha 2   | Fecha 2           | Fecha 2             | Fecha 2         | Fecha 2 |
| Local             | Resultado | Visitante         | Estadio             | Fecha           | Hora    |
| ----------------- | --------- | ----------------- | ------------------- | --------------- | ------- |
| San Telmo         | 2 - 1     | Fénix             | Dr. Osvaldo Baletto | 11 de diciembre | 17:10   |
| Talleres (RdE)    | 1 - 1     | Defensores Unidos | Talleres            | 11 de diciembre | 17:10   |
| Deportivo Armenio | 1 - 1     | San Miguel        | Armenia             | 12 de diciembre | 17:10   |

| Fecha 3           | Fecha 3   | Fecha 3           | Fecha 3             | Fecha 3         | Fecha 3 |
| Local             | Resultado | Visitante         | Estadio             | Fecha           | Hora    |
| ----------------- | --------- | ----------------- | ------------------- | --------------- | ------- |
| San Miguel        | 0 - 0     | San Telmo         | Malvinas Argentinas | 19 de diciembre | 17:10   |
| Fénix             | 1 - 2     | Talleres (RdE)    | José Manuel Moreno  | 21 de diciembre | 17:10   |
| Defensores Unidos | 2 - 2     | Deportivo Armenio | Mario Losinno       | 21 de diciembre | 17:10   |

| Fecha 4           | Fecha 4   | Fecha 4           | Fecha 4             | Fecha 4         | Fecha 4 |
| Local             | Resultado | Visitante         | Estadio             | Fecha           | Hora    |
| ----------------- | --------- | ----------------- | ------------------- | --------------- | ------- |
| Deportivo Armenio | 1 - 2     | Talleres (RdE)    | Armenia             | 28 de diciembre | 17:10   |
| San Miguel        | 2 - 1     | Fénix             | Malvinas Argentinas | 29 de diciembre | 17:10   |
| San Telmo         | 4 - 1     | Defensores Unidos | Dr. Osvaldo Baletto | 29 de diciembre | 17:10   |

| Fecha 5           | Fecha 5   | Fecha 5           | Fecha 5            | Fecha 5    | Fecha 5 |
| Local             | Resultado | Visitante         | Estadio            | Fecha      | Hora    |
| ----------------- | --------- | ----------------- | ------------------ | ---------- | ------- |
| Fénix             | 1 - 1     | Deportivo Armenio | José Manuel Moreno | 4 de enero | 17:10   |
| Talleres (RdE)    | 2 - 3     | San Telmo         | Talleres           | 4 de enero | 17:10   |
| Defensores Unidos | 2 - 2     | San Miguel        | Mario Losinno      | 4 de enero | 17:10   |

#### Grupo B

##### Tabla de posiciones
| Pos. | Equipo               | Pts. | PJ | PG | PE | PP | GF | GC | Dif. |
| ---- | -------------------- | ---- | -- | -- | -- | -- | -- | -- | ---- |
| 1.º  | Argentino de Quilmes | 9    | 5  | 2  | 3  | 0  | 9  | 6  | 3    |
| 2.º  | Los Andes            | 8    | 5  | 2  | 2  | 1  | 6  | 4  | 2    |
| 3.º  | Sacachispas          | 7    | 5  | 2  | 1  | 2  | 6  | 6  | 0    |
| 4.º  | Flandria             | 6    | 5  | 1  | 3  | 1  | 3  | 2  | 1    |
| 5.º  | UAI Urquiza          | 6    | 5  | 1  | 3  | 1  | 7  | 8  | −1   |
| 6.º  | Colegiales           | 2    | 5  | 0  | 2  | 3  | 4  | 9  | −5   |

|  | Clasificado a la Primera ronda de la Etapa eliminatoria. |

###### Evolución de las posiciones
| Equipo / Fecha       | 1   | 2   | 3   | 4   | 5   |
| -------------------- | --- | --- | --- | --- | --- |
| Argentino de Quilmes | 1.º | 1.º | 1.º | 2.º | 1.º |
| Colegiales           | 6.º | 5.º | 6.º | 6.º | 6.º |
| Flandria             | 2.º | 2.º | 3.º | 3.º | 4.º |
| Los Andes            | 2.º | 4.º | 1.º | 1.º | 2.º |
| Sacachispas          | 2.º | 6.º | 4.º | 5.º | 3.º |
| UAI Urquiza          | 2.º | 3.º | 5.º | 4.º | 5.º |

|  |

##### Resultados
| Fecha 1              | Fecha 1   | Fecha 1     | Fecha 1              | Fecha 1        | Fecha 1 |
| Local                | Resultado | Visitante   | Estadio              | Fecha          | Hora    |
| -------------------- | --------- | ----------- | -------------------- | -------------- | ------- |
| Sacachispas          | 1 - 1     | UAI Urquiza | Beto Larrosa         | 6 de diciembre | 17:10   |
| Argentino de Quilmes | 3 - 1     | Colegiales  | Argentino de Quilmes | 6 de diciembre | 17:10   |
| Flandria             | 1 - 1     | Los Andes   | Carlos V             | 6 de diciembre | 17:10   |

| Fecha 2    | Fecha 2   | Fecha 2              | Fecha 2            | Fecha 2         | Fecha 2 |
| Local      | Resultado | Visitante            | Estadio            | Fecha           | Hora    |
| ---------- | --------- | -------------------- | ------------------ | --------------- | ------- |
| Los Andes  | 1 - 1     | Argentino de Quilmes | Eduardo Gallardón  | 12 de diciembre | 19:20   |
| Flandria   | 2 - 0     | Sacachispas          | Carlos V           | 13 de diciembre | 17:10   |
| Colegiales | 2 - 2     | UAI Urquiza          | Libertarios Unidos | 13 de diciembre | 17:10   |

| Fecha 3              | Fecha 3   | Fecha 3    | Fecha 3                   | Fecha 3         | Fecha 3 |
| Local                | Resultado | Visitante  | Estadio                   | Fecha           | Hora    |
| -------------------- | --------- | ---------- | ------------------------- | --------------- | ------- |
| Argentino de Quilmes | 0 - 0     | Flandria   | Argentino de Quilmes      | 19 de diciembre | 17:10   |
| Sacachispas          | 2 - 1     | Colegiales | Beto Larrosa              | 20 de diciembre | 17:10   |
| UAI Urquiza          | 0 - 2     | Los Andes  | Monumental de Villa Lynch | 20 de diciembre | 17:10   |

| Fecha 4              | Fecha 4   | Fecha 4     | Fecha 4              | Fecha 4         | Fecha 4 |
| Local                | Resultado | Visitante   | Estadio              | Fecha           | Hora    |
| -------------------- | --------- | ----------- | -------------------- | --------------- | ------- |
| Flandria             | 0 - 1     | UAI Urquiza | Carlos V             | 27 de diciembre | 17:10   |
| Argentino de Quilmes | 2 - 1     | Sacachispas | Argentino de Quilmes | 28 de diciembre | 17:10   |
| Los Andes            | 2 - 0     | Colegiales  | Eduardo Gallardón    | 29 de diciembre | 17:10   |

| Fecha 5     | Fecha 5   | Fecha 5              | Fecha 5                   | Fecha 5    | Fecha 5 |
| Local       | Resultado | Visitante            | Estadio                   | Fecha      | Hora    |
| ----------- | --------- | -------------------- | ------------------------- | ---------- | ------- |
| Sacachispas | 2 - 0     | Los Andes            | Beto Larrosa              | 5 de enero | 17:10   |
| Colegiales  | 0 - 0     | Flandria             | Libertarios Unidos        | 5 de enero | 17:10   |
| UAI Urquiza | 3 - 3     | Argentino de Quilmes | Monumental de Villa Lynch | 5 de enero | 17:10   |

### Etapa eliminatoria
Se jugará en tres rondas (Primera ronda, Semifinales y Final) por eliminación directa, a un solo partido en cancha neutral. En caso de empate, se ejecutarán tiros desde el punto penal.

#### Cuadro de desarrollo
|  | Primera ronda | Primera ronda        | Primera ronda    |                |   | Semifinales    | Semifinales | Semifinales |  |   | Final          | Final       | Final       |  |
|  | 12 de enero   | 12 de enero          | 12 de enero      |                |   | 18 de enero    | 18 de enero | 18 de enero |  |   | 25 de enero    | 25 de enero | 25 de enero |  |
|  |               |                      |                  |                |   |                |             |             |  |   |                |             |             |  |
|  |               |                      |                  |                |   |                |             |             |  |   |                |             |             |  |
|  | 1             | Tristán Suárez (p)   | 1 (11)           |                |   |                |             |             |  |   |                |             |             |  |
|  | 1             | Tristán Suárez (p)   | 1 (11)           |                |   |                |             |             |  |   |                |             |             |  |
|  | 6             | Argentino de Quilmes | 1 (10)           |                |   |                |             |             |  |   |                |             |             |  |
|  | 6             | Argentino de Quilmes | 1 (10)           |                | 2 | Tristán Suárez | 1           |             |  |   |                |             |             |  |
|  |               |                      |                  |                | 2 | Tristán Suárez | 1           |             |  |   |                |             |             |  |
|  |               |                      | 3                | Comunicaciones | 0 |                |             |             |  |   |                |             |             |  |
|  | 3             | Comunicaciones       | 3                | Comunicaciones | 0 | 2              |             |             |  |   |                |             |             |  |
|  | 3             | Comunicaciones       |                  |                |   |                |             |             |  |   |                |             |             |  |
|  | 4             | Acassuso             | 0                |                |   |                |             |             |  |   |                |             |             |  |
|  | 4             | Acassuso             | 0                |                |   |                |             |             |  | 1 | Tristán Suárez | 1           |             |  |
|  |               |                      |                  |                |   |                |             |             |  | 1 | Tristán Suárez | 1           |             |  |
|  |               |                      | 2                | San Telmo      | 0 |                |             |             |  |   |                |             |             |  |
|  |               |                      | 2                | San Telmo      | 0 |                |             |             |  |   |                |             |             |  |
|  |               |                      |                  |                |   |                |             |             |  |   |                |             |             |  |
|  |               |                      |                  |                |   |                |             |             |  |   |                |             |             |  |
|  |               | 1                    | J. J. de Urquiza | 0              |   |                |             |             |  |   |                |             |             |  |
|  |               |                      |                  | 0              |   |                |             |             |  |   |                |             |             |  |
|  |               |                      | 4                | San Telmo      | 4 |                |             |             |  |   |                |             |             |  |
|  | 2             | Villa San Carlos     | 4                | San Telmo      | 4 | 2              |             |             |  |   |                |             |             |  |
|  | 2             | Villa San Carlos     |                  |                |   |                |             |             |  |   |                |             |             |  |
|  | 5             | San Telmo            | 4                |                |   |                |             |             |  |   |                |             |             |  |
|  | 5             | San Telmo            | 4                |                |   |                |             |             |  |   |                |             |             |  |
|  |               |                      |                  |                |   |                |             |             |  |   |                |             |             |  |

#### Primera ronda

##### Tabla de ordenamiento
Se confeccionó según la ubicación de los equipos en la Etapa clasificatoria de la Fase por el primer ascenso, que ocupan las cuatro primeras posiciones, y los desempeños comparados de los que ocuparon el primer puesto en ambos grupos de la Etapa clasificatoria de la Fase por el segundo ascenso. Se emparejaron, respectivamente, los mejor con los peor posicionados.
| Orden | Equipo               | Pos. | Ptos | J | G | E | P | GF | GC | DG |
| ----- | -------------------- | ---- | ---- | - | - | - | - | -- | -- | -- |
| 1     | Tristán Suárez       | 3.º  | 8    | 5 | 2 | 2 | 1 | 4  | 2  | 2  |
| 2     | Villa San Carlos     | 4.º  | 7    | 5 | 2 | 1 | 2 | 7  | 5  | 2  |
| 3     | Comunicaciones       | 5.º  | 4    | 5 | 1 | 1 | 3 | 3  | 8  | -5 |
| 4     | Acassuso             | 6.º  | 3    | 5 | 0 | 3 | 2 | 1  | 3  | -2 |
| 5     | San Telmo            | 1.º  | 10   | 5 | 3 | 1 | 1 | 9  | 6  | 3  |
| 6     | Argentino de Quilmes | 1.º  | 9    | 5 | 2 | 3 | 0 | 9  | 6  | 3  |

|  | Clasificados en la Etapa clasificatoria de la Fase por el primer ascenso.  |
|  | Clasificados en la Etapa clasificatoria de la Fase por el segundo ascenso. |

##### Partidos
| 11 de enero, 17:10                                                                  | Tristán Suárez | 1:1 (1:1) (11:10 p.)       | Argentino de Quilmes | Estadio Alfredo Beranger, Turdera |                            |
|                                                                                     | Brambillo 2' |                            | Sandoval 27' | Árbitro(s): Martín Gonaldi        | Árbitro(s): Martín Gonaldi |
|                                                                                     | | Tiros desde el punto penal | |                                   |                            |
|                                                                                     | Sanabria · J. Molina · Barrientos · Arreguín · Quiroga · Melillo · Bettini · Cattaneo · Duarte · Montoya · Lugo · Sanabria · J. Molina |                            | Sandoval · Figueredo · Cañete · Sica · D. Molina · Monserrat · Marothi · Zárate · Acosta · Martínez · Leguizamón · Sandoval · Figueredo |                                   |                            |
| Suspendido por las condiciones climáticas. Se jugó el 12 de enero, a la misma hora. | |                            | |                                   |                            |

| 11 de enero, 17:10                                                                  | Villa San Carlos          | 2:4 (1:2) | San Telmo                                             | Estadio Julio Humberto Grondona, Sarandí |                          |
|                                                                                     | Molina 34' · Portillo 53' |           | Velázquez 10' 87' (pen.) · Ramírez 20' · Bustos 58' · | Árbitro(s): Juan Pafundi                 | Árbitro(s): Juan Pafundi |
| Suspendido por las condiciones climáticas. Se jugó el 12 de enero, a la misma hora. |                           |           |                                                       |                                          |                          |

| 11 de enero, 17:10                                                                  | Comunicaciones           | 2:0 (1:0) | Acassuso | Estadio Ciudad de Caseros, Caseros |                          |
|                                                                                     | Pumpido 37' · Zárate 46' |           |          | Árbitro(s): Kevin Alegre           | Árbitro(s): Kevin Alegre |
| Suspendido por las condiciones climáticas. Se jugó el 12 de enero, a la misma hora. |                          |           |          |                                    |                          |

#### Semifinales
Las disputan los tres ganadores de la Primera ronda y el segundo de la Etapa clasificatoria

##### Tabla de ordenamiento
Se confeccionó con los mismos parámetros de la Primera instancia.
| Orden | Equipo           | Pos. | Ptos | J | G | E | P | GF | GC | DG |
| ----- | ---------------- | ---- | ---- | - | - | - | - | -- | -- | -- |
| 1     | J. J. de Urquiza | 2.º  | 9    | 5 | 3 | 0 | 2 | 7  | 6  | 1  |
| 2     | Tristán Suárez   | 3.º  | 8    | 5 | 2 | 2 | 1 | 4  | 2  | 2  |
| 3     | Comunicaciones   | 5.º  | 4    | 5 | 1 | 1 | 3 | 3  | 8  | -5 |
| 4     | San Telmo        | 1.º  | 10   | 5 | 3 | 1 | 1 | 9  | 6  | 3  |

|  | Clasificados en la Etapa clasificatoria de la Fase primer ascenso.  |
|  | Clasificados en la Etapa clasificatoria de la Fase segundo ascenso. |

##### Partidos
| 18 de enero, 17:10 | Tristán Suárez | 1:0 (0:0) | Comunicaciones | Estadio Arquitecto Ricardo Etcheverri, Buenos Aires |                          |
|                    | Barrientos 62' |           |                | Árbitro(s): Juan Pafundi                            | Árbitro(s): Juan Pafundi |

| 18 de enero, 21:10                                                                                   | J.J. de Urquiza | 0:4 (0:3) | San Telmo                                           | Estadio Julio Humberto Grondona, Sarandí |                             |
| |                 |           | R. López 11' 65' · Rueda 45+14' · R. Ramírez 45+18' | Árbitro(s): Mariano Negrete              | Árbitro(s): Mariano Negrete |
| El partido estuvo detenido entre los 14 y los 40 minutos del primer tiempo, por falta de ambulancia. |                 |           |                                                     |                                          |                             |

#### Final
La disputaron los ganadores de las Semifinales.

##### Tabla de ordenamiento
Se confeccionó con los mismos parámetros de las anteriores.
| Orden | Equipo         | Pos. | Ptos | J | G | E | P | GF | GC | DG |
| ----- | -------------- | ---- | ---- | - | - | - | - | -- | -- | -- |
| 1     | Tristán Suárez | 3.º  | 8    | 5 | 2 | 2 | 1 | 4  | 2  | 2  |
| 2     | San Telmo      | 1.º  | 10   | 5 | 3 | 1 | 1 | 9  | 6  | 3  |

|  | Clasificado en la Etapa clasificatoria de la Fase primer ascenso.  |
|  | Clasificado en la Etapa clasificatoria de la Fase segundo ascenso. |

##### Partido
| 25 de enero, 21:10                                                                                  | Tristán Suárez | 1:0 (0:0) | San Telmo | Estadio Libertadores de América, Avellaneda |                              |
| | Molina 47'     |           |           | Árbitro(s): Sebastián Zunino                | Árbitro(s): Sebastián Zunino |
| Tristán Suárez ascendió a la Primera Nacional y San Telmo disputará la final por el tercer ascenso. |                |           |           |                                             |                              |

## Fase tercer ascenso

#### Partido final
Lo disputaron San Telmo, perdedor de la final por el segundo ascenso, con Deportivo Madryn, el equivalente del Torneo Federal A 2020. El vencedor obtuvo el tercer ascenso a la Primera Nacional.
Se jugó en cancha neutral y, al finalizar empatado, se ejecutaron tiros desde el punto penal.
| 4 de febrero, 21:30                       | San Telmo                              | 0:0 (3:1 p.)               | Deportivo Madryn                      | Estadio Marcelo Bielsa, Rosario |  |
|                                           |                                        |                            |                                       | Árbitro(s): Diego Abal          |  |
|                                           |                                        | Tiros desde el punto penal |                                       |                                 |  |
|                                           | J. Velázquez · Ada · Toledo · Depetris |                            | F. Giménez · Bona · E. López · Canhué |                                 |  |
| San Telmo ascendió a la Primera Nacional. |                                        |                            |                                       |                                 |  |

## Goleadores
| Jugador            | Equipo               | Goles |
| ------------------ | -------------------- | ----- |
| Ramiro López       | San Telmo            | 5     |
| Javier Velázquez   | San Telmo            | 5     |
| Marcos Godoy       | Colegiales           | 4     |
| Leandro Leguizamón | San Miguel           | 4     |
| Iván Sandoval      | Argentino de Quilmes | 4     |